# Laurence Briaud
Laurence Briaud est une monteuse de cinéma français, notamment des films d'Arnaud Desplechin.

## Biographie
Diplômée du Conservatoire libre du cinéma français en 1988,, et ancienne assistante-monteuse de François Gédigier notamment sur les films d'Arnaud Desplechin et Patrice Chéreau, Laurence Briaud devient chef-monteuse sur Peau d'ange de Vincent Pérez avant de travailler à tous les films de Desplechin notamment Un conte de Noël en 2008 pour lequel elle sera nommée pour les César.

## Filmographie
La liste se limite aux films où elle est créditée en tant que chef-monteuse :
- 2002 : Peau d'ange de Vincent Perez
- 2003 : Moi César, 10 ans ½, 1m39 de Richard Berry
- 2004 : Léo, en jouant « Dans la compagnie des hommes » d'Arnaud Desplechin
- 2004 : Rois et Reine d'Arnaud Desplechin
- 2006 : Je m'appelle Élisabeth de Jean-Pierre Améris
- 2006 : Mon fils à moi de Martial Fougeron
- 2007 : 24 Mesures de Jalil Lespert
- 2007 : L'Aimée (documentaire) d'Arnaud Desplechin
- 2008 : Un conte de Noël d'Arnaud Desplechin
- 2009 : Yuki et Nina de Nobuhiro Suwa et Hippolyte Girardot
- 2010 : Les Mains en l'air de Romain Goupil
- 2010 : Le Sentiment de la chair de Roberto Garzelli
- 2011 : L'Exercice de l'État de Pierre Schoeller
- 2011 : My Little Princess d'Eva Ionesco
- 2013 : Ouf de Yann Coridian
- 2015 : Trois Souvenirs de ma jeunesse d'Arnaud Desplechin
- 2018 : Un peuple et son roi de Pierre Schoeller
- 2019 : Roubaix, une lumière d'Arnaud Desplechin
- 2019 : Chanson douce de Lucie Borleteau
- 2020 : Ils sont vivants de Jérémie Elkaïm
- 2021 : Tromperie d'Arnaud Desplechin
- 2022 : Frère et Sœur d'Arnaud Desplechin
- 2023 : Soudain seuls de Thomas Bidegain
- 2024 : Spectateurs ! d'Arnaud Desplechin

## Distinctions

### Nominations
- 2009 : prix d'excellence du meilleur montage lors des Prix du cinéma européen pour Un conte de Noël
- César 2009 : César du meilleur montage pour Un conte de Noël
- César 2012 : César du meilleur montage pour L'Exercice de l'État
- César 2016 : César du meilleur montage pour Trois souvenirs de ma jeunesse